# Gollum attenuatus
Gollum attenuatus es una especie de elasmobranquio carcarriniforme de la familia Pseudotriakidae.